# Benoît Mondou
Pour les articles homonymes, voir Mondou.
Benoît Mondou (né le 3 mai 1985 à Sorel, dans la province de Québec au Canada) est un joueur professionnel canadien de hockey sur glace.

## Carrière
Il commence sa carrière en 2001 au Drakkar de Baie-Comeau en Ligue de hockey junior majeur du Québec où il va évoluer pendant deux saisons. Il rejoint ensuite les Cataractes de Shawinigan pendant trois saisons. Il participe avec l'équipe LHJMQ au Défi ADT Canada-Russie en 2003 et 2004. Il est choisi au cours du repêchage d'entrée 2003 de la Ligue nationale de hockey par les Bruins de Boston en 4e ronde, en 247e position. Il n'a disputé aucun match de LNH à ce jour. En 2006, il rejoint les Titans de Trenton en ECHL. En 2007, il est assigné par les Devils du New Jersey aux Devils de Lowell en Ligue américaine de hockey.
L'année suivante, il rejoint l'Europe et plus précisément l'Autriche où il s'aligne avec le EC VSV. Il signe ensuite pour le HC La Chaux-de-Fonds en Suisse. Lors des séries éliminatoires 2011, il est suspendu 10 matchs après avoir donné un coup de canne dans le patins de l'arbitre. À la suite du recours du club, un effet suspensif lui est accordé et il peut disputer les deux dernières rencontres de son équipe qui s'incline en demi-finale contre le HC Viège.

## Statistiques
| Saison    | Équipe                   | Ligue |    | Saison régulière | Saison régulière | Saison régulière | Saison régulière | Saison régulière |   | Séries éliminatoires | Séries éliminatoires | Séries éliminatoires | Séries éliminatoires | Séries éliminatoires |
| Saison    | Équipe                   | Ligue | PJ | B                | A                | Pts              | Pun              | PJ               | B | A                    | Pts                  | Pun                  |                      |                      |
| 2001-2002 | Drakkar de Baie-Comeau   | LHJMQ | 64 | 25               | 45               | 70               | 36               | 5                | 1 | 5                    | 6                    | 4                    |                      |                      |
| 2002-2003 | Drakkar de Baie-Comeau   | LHJMQ | 25 | 5                | 16               | 21               | 12               | -                | - | -                    | -                    | -                    |                      |                      |
| 2002-2003 | Cataractes de Shawinigan | LHJMQ | 35 | 6                | 35               | 41               | 21               | 9                | 3 | 8                    | 11                   | 8                    |                      |                      |
| 2003-2004 | Cataractes de Shawinigan | LHJMQ | 68 | 34               | 61               | 95               | 32               | 10               | 4 | 9                    | 13                   | 2                    |                      |                      |
| 2004-2005 | Cataractes de Shawinigan | LHJMQ | 57 | 16               | 43               | 59               | 44               | 4                | 2 | 3                    | 5                    | 9                    |                      |                      |
| 2005-2006 | Cataractes de Shawinigan | LHJMQ | 59 | 46               | 52               | 98               | 57               | 8                | 5 | 4                    | 9                    | 6                    |                      |                      |
| 2006-2007 | Titans de Trenton        | ECHL  | 62 | 25               | 31               | 56               | 36               | 5                | 2 | 1                    | 3                    | 6                    |                      |                      |
| 2007-2008 | Devils de Lowell         | LAH   | 51 | 11               | 18               | 29               | 14               | -                | - | -                    | -                    | -                    |                      |                      |
| 2007-2008 | Devils de Trenton        | ECHL  | 3  | 4                | 1                | 5                | 2                | -                | - | -                    | -                    | -                    |                      |                      |
| 2008-2009 | Devils de Lowell         | LAH   | 12 | 1                | 0                | 1                | 6                | -                | - | -                    | -                    | -                    |                      |                      |
| 2008-2009 | Devils de Trenton        | ECHL  | 5  | 0                | 0                | 0                | 2                | -                | - | -                    | -                    | -                    |                      |                      |
| 2008-2009 | EC Villacher SV          | EBEL  | 15 | 8                | 7                | 15               | 10               | 5                | 0 | 0                    | 0                    | 2                    |                      |                      |
| 2009-2010 | HC La Chaux-de-Fonds     | LNB   | 45 | 33               | 41               | 74               | 14               | 5                | 6 | 2                    | 8                    | 2                    |                      |                      |
| 2010-2011 | HC La Chaux-de-Fonds     | LNB   | 42 | 33               | 34               | 67               | 36               | 10               | 5 | 13                   | 18                   | 4                    |                      |                      |
| 2011-2012 | HC La Chaux-de-Fonds     | LNB   | 30 | 10               | 26               | 36               | 18               | 14               | 6 | 7                    | 13                   | 20                   |                      |                      |
| 2011-2012 | HC Fribourg-Gottéron     | LNA   | -  | -                | -                | -                | -                | 2                | 0 | 0                    | 0                    | 0                    |                      |                      |
| 2012-2013 | HC La Chaux-de-Fonds     | LNB   | 44 | 32               | 28               | 60               | 10               | 4                | 4 | 2                    | 6                    | 0                    |                      |                      |
| 2013-2014 | HC La Chaux-de-Fonds     | LNB   | 28 | 17               | 19               | 36               | 18               | 8                | 3 | 4                    | 7                    | 6                    |                      |                      |
| 2014-2015 | HC La Chaux-de-Fonds     | LNB   | 11 | 4                | 5                | 9                | 2                | -                | - | -                    | -                    | -                    |                      |                      |
| 2015-2016 | HC La Chaux-de-Fonds     | LNB   | 5  | 2                | 2                | 4                | 2                | -                | - | -                    | -                    | -                    |                      |                      |

## Trophées
- 2001 : trophée Michel-Bergeron.
- 2003 : trophée Frank-J.-Selke.
- 2004 : Meilleur état d'esprit LCH

## Parenté dans le sport
Il est le fils de l'ancien joueur Pierre Mondou.